# Клыканов, Александр Борисович
Александр Борисович Клыканов (род. 5 февраля 1953, Астрахань) — российский государственный и политический деятель, депутат Государственной Думы VII созыва, член фракции «Единая Россия», член комитета Госдумы по экологии и охране окружающей среды.

## Биография
В 1976 году получил высшее образование по специальности «Инженер-судомеханик» окончив Астраханский технический институт рыбной промышленности и хозяйства. В 1991 году прошёл переподготовку по специальности «социология» в Поволжском социально-политический институте. 
В 1978 году работал мастером токарных работ, начальником монтажно-механического цеха на Тобольском судостроительном эксплуатационном предприятии Минрыбхоза. С 1978 по 1983 год работал на Астраханском тепловозоремонтном заводе в должности инженера, начальник механического цеха. 
С 1983 по 1991 год работал в партийных структура КПСС, инструктор Советского райкома коммунистической партии Астрахани, инструктор, заместитель заведующего отделом Астраханского городского комитета коммунистической партии, заместитель заведующего отделом Астраханского областного комитета коммунистической партии Советского Союза. В 1991 году был назначен первым секретарем Капустиноярского городского комитета КПСС. 
С 1991 по 1995 год работал в торговом доме «Яр» коммерческим директором. Затем, в 1995 году, работал  директором АОЗТ «ЭККО», после чего в том же году стал генеральным директором астраханского филиала ОАО "Страховая акционерная компания «Энергогарант»". 
С 2002 года занял пост секретаря политического совета регионального отделения «Единой России», работал членом и заместителем председателя Астраханской областной избирательной комиссии. С 2005 по 2006 год работал руководителем аппарата администрации губернатора Астраханской области.
8 октября 2006 года А.Клыканов был избран депутатом Государственной Думы Астраханской области IV созыва по списку избирательного объединения «Единой России», а 20 октября 2006 года, на первом заседании Думы, избран её председателем. В декабре 2011 года переизбран в V созыв Астраханской областной Думы, выдвигался от партии «Единая Россия», повторно вновь занял пост председателя Думы.
В сентябре 2016 года баллотировался в депутаты Госдумы VII созыва от партии «Единая Россия», по итогам распределения мандатов стал депутатом Государственной думы РФ VII созыва.

## Законотворческая деятельность
С 2016 по 2019 год, в течение исполнения полномочий депутата Государственной Думы VII созыва, выступил соавтором 49 законодательных инициатив и поправок к проектам федеральных законов.

## Награды
- Орден Дружбы (2013)[8][9]
- Медаль ордена «За заслуги перед Отечеством» II степени[2]
- Орден «За заслуги перед Астраханской областью»[2]
- Медаль ордена «За заслуги перед Астраханской областью»[2]
- Орден РПЦ святого благоверного князя Даниила Московского II степени[2]
- Нагрудный знак Федерации Независимых Профсоюзов России «За содружество»[2]
- Нагрудный крест «За заслуги перед казачеством России»[2][10]
- Благодарность Правительства Российской Федерации (16 декабря 2019 года) — за большой вклад в развитие российского парламентаризма и активную законотворческую деятельность[11]